# زیاداوغلو قاجار
یکی از شعبات اصلی ایل قاجار که حدود سیصد سال خانات ایروان، گنجه، باکو، گرجستان و اکثر مناطق  قفقاز تحت حاکمیت ایشان بوده‌است.پس ازسقوط قفقاز خیل عظیمی از مردمان این مناطق و طایفهٔ مزبور به مناطق جنوب ارس مهاجرت داده شدند.
|  |

## تاریخچه طایفه زیاداوغلوی قاجار
جوادخان از تیرهٔ زیادلو یا زیاداوغلوی ایل قاجار بود که از زمان صفویه در گنجه سمت بیگلربیگی داشتند. قاجارها ظاهراً مقارن با قیام شاه اسماعیل در گنجه ساکن شده‌اند و زیاداوغلوها از دورهٔ شاه طهماسب در گنجه حکومت یافتند. در تاریخ‌های صفویه، مخصوصاً در «عالم آرای عباسی» تألیف اسکندربیگ منشی، جای جای ذکر حکومت تعدادی از سران آن خانواده در گنجه و کوشش‌های آنان در جنگ‌ها آمده است. نیای بزرگ جواد خان، خضر بیگ قاریمیش قاجار نخستین فرد از خاندان زیاد اوغلی بود که نزدیک سال ۹۰۰ قمری از آناتولی و شام به همراه ایل قاجار به ایران آمده و در مسلک پیروان صفوی درآمد. شاهوردی خان (در عصر شاه طهماسب) نخستین کسی از خاندان زیاد اوغلی قاجار بود که در سال ۹۶۱ قمری به فرمانروایی قره باغ منصوب گردید و گنجه را کرسی‌نشین ایالت قراباغ کرد. شاهوردی خان در جنگ‌های ایران با عثمانی و شورشیان لزگی و گرجی، هنرنمایی‌های جنگی فراوانی از خود نشان داد.
در زمان شاه عباس صفوی، محمد خان زیاد اوغلو، از نیاکان جوادخان، فرمانروای گنجه بود و هنگامی که دولت عثمانی در ۲۸ اکتبر ۱۵۴۹ به گنجه هجوم کرد، محمدخان زیاداوغلو با خالی کردن کل شهر و مردمان، به کناره‌های ارس کوچ نمود و چیزی برای دشمن باقی نگذاشت (زمین سوخته). هنگامی که شاه عباس به صورت موقت با عثمانی صلح کرد، محمد خان زیاد اوغلو با جمعی از امرای قزلباش، قلعهٔ گنجه را محاصره کرده بود، اما به دستور شاه عباس دست از محاصره کشید تا شانزده سال بعد با پیروزی نیروهای ایران، دوباره فرمانروای گنجه شد .
پس از محمدخان زیاداوغلو، محمد قلی‌خان و مرتضی خان زیاد اوغلو، به فرمان حکومت مرکزی بیگلربیگی گنجه بودند و در ۱۶۶۴ میلادی، اغورلوخان بیگلربیگی گنجه و قراباغ شد. دیوان او به زبان فارسی، چهارهزار و دویست بیت دارد و در کتابخانهٔ آستان قدس رضوی به شمارهٔ ثبت ۵۵۵ نگهداری می‌شود که به دستور نوهٔ او یعنی جوادخان زیاد اوغلو نسخه‌برداری شده‌است و به عنوان «زیادی» و «مصاحب» تخلص می‌کرد .

## زیاداوغلو در زمان نادرشاه
نادرشاه برای کاهش نفوذ و اقتدار این خاندان و تسری قدرت خود در مناطق متعلق به این خاندان و تقویت قدرت و نفوذ رقیبان محلی آنان، قلمرو آنان را به ناحیهٔ گنجه محدود کرد و قره‌باغ را از حکومت خاندان زیاداوغلی جدا نمود. به گفتهٔ عباسقلی آقا باکیخانوف ، «... حکام گنجه و قراباغ نیز به لقب زیاد اوغلی قاجار از پل خدا آفرین تا قریهٔ شولاور گرجستان بالاتر از پل سنق حکمرانی می‌نموده‌اند. چون در شورای کبرای مغان به سلطنت نادرشاه رضا نداده و در طلب استقرار دولت صفویه بودند، نادرشاه نیز بعد از تمکن بر سریر سلطنت ایران به مقام کسر حشمت و اقتدار ایشان برآمده بسیاری از اهالی قراباغ را به خراسان کوچانده ملکان برگشاط و خمسه را از تحت اختیار ایشان به در کرده و به سردار آذربایجان سپرد و محال قزاق را که هلاکو خان از ترکستان و محال بوزجالو را که شاه عباس اول از بوزجالوی عراق آورده در سرحد گرجستان نشانیده بودند به اختیار والی گرجستان داد. به این سبب خوانین مذکوره به غایت ضعیف گشته به حکومت حوالی گنجه اکتفا داشتند.»
تغییراتی را که نادرشاه در قلمرو حکومت موروثی گنجه و قراباغ به وجود آورده بود، پس از قتل او برقرار ماند و از طریق تشکیل حکومت محلی قراباغ توسط پناه‌خان جوانشیر، تثبیت شد و حکومت موروثی خاندان زیاد اوغلی منحصر به ناحیه گنجه گردید و تا تهاجم ارتش روسیه به قفقاز وضع به همین حال باقی‌ماند. 
ناحیه‌ای که امروزه جمهوری آذربایجان و ارمنستان نامیده می‌شود، تا پیش از جنگ‌های ایران و روسیه و انعقاد قراردادهای گلستان ( ۱۲۲۸ ه‍.ق) و ترکمانچای ( ۱۲۴۳ ه‍.ق)، در قلمرو کشور ایران قرار داشت و حکومت‌های موروثی نواحی مختلف آن نظیر لنکران، باکو، قراباغ، شماخی، شیروان، قبه و دربند، گنجه، نخجوان و حتی ملکان خمسهٔ ارمنی‌نشین قراباغ، اتباع دولت ایران بودند. این حکومت‌ها به‌طور عمده از دوران صفویه و افشاریه شکل گرفته و به رغم اینکه بعضی از آنان در دوران‌های فترت یا ضعف دولت‌های حاکم بر ایران به وجود آمده بودند، پس از اینکه ثباتی در اوضاع و احوال کشور و دولت ایران فراهم می آمد، اطاعت خود را از دولت حاکم بر ایران، ابراز می‌داشتند. در این میان وضعیت حکومت موروثی ناحیه گنجه و خاندان حکومتگر زیاد اوغلی قاجار، یعنی حکام گنجه و قراباغ، از سایر حکومت‌های محلی آن سامان تمایز داشت و تقریباً می‌توان گفت که قدیمی‌ترین حکومت موروثی محلی آن سامان به‌شمار می‌رفت.